# Mikko Kuningas
Mikko Kuningas (* 30. Juli 1997 in Luumäki) ist ein finnischer Fußballspieler. Der Mittelfeldspieler ist ehemaliger finnischer Juniorennationalspieler.

## Vereinskarriere

### FC Lahti
Kuningas wechselte im Jahr 2010 in die Jugendarbeit von PEPO Lappeenranta, nachdem er zuvor in der Jugend des lokalen Vereins Luumäen Pojissa gespielt hatte. Im Jahr 2014 wurde er mit 16 Jahren in die erste Mannschaft befördert, welche in der drittklassigen Kakkonen spielte. Nachdem er bei PEPO in der Saison 2014 einen guten Eindruck hinterlassen hatte und in 21 Spielen mit sieben Treffern bester Torschütze der Mannschaft war, verpflichtete der Erstligist FC Lahti den Mittelfeldspieler im Januar 2015. Zuvor stand auch ein Transfer zu Myllykosken Pallo -47 im Raum, welcher jedoch aufgrund finanzieller Schwierigkeiten des Vereins nicht realisiert werden konnte. Kuningas begann die Saison in der Reservemannschaft in der drittklassigen Kakkonen. Dort traf er in den ersten neun Spielen zweimal und wurde dann in die erste Mannschaft hochgezogen. Am 19. Juli (19. Spieltag) gab er beim 3:1-Heimsieg gegen die Tampereen Ilves sein Debüt in der Veikkausliiga und netzte in diesem Spiel auch. In der Spielzeit 2015 kam er zu zehn Einsätzen in der ersten Mannschaft, in denen er ein Tor erzielte und zwei vorbereitete. Aufgrund seines schnellen Aufstiegs wurde Kuningas in seiner Heimat als vielversprechendes Talent angesehen und erweckte Hoffnungen in die Fußstapfen des großen Jari Litmanen treten zu können.
In der nächsten Saison 2016 drang er in die Startformation vor und gewann mit dem FC Lahti den Liigacup. Im Sommer 2016 wurde der brasilianische Verein Fluminense Rio de Janeiro, ein Kooperationsverein des FC Lahti, auf Kuningas aufmerksam. In Brasilien beeindruckte er die Verantwortlichen bei einem Probetraining und der Transfer wurde bereits von Seiten Lahtis auf deren Internetpräsenz als fixiert vermeldet, scheiterte jedoch schlussendlich, da dem Mittelfeldspieler erst im Januar 2017 eine Spielgenehmigung erteilt worden wäre. Flu verlor anschließend das Interesse an Kuningas, welcher letztendlich in Finnland verblieb. In 25 Ligaspielen erzielte er zwei Tore und bereitete zwei weitere Treffer vor. Auch in der nächsten Spielzeit 2017 behielt er den Status des Stammspielers bei und kam in 27 Ligaspielen zum Einsatz, in denen er erneut zweimal traf. Der längst erwartete Durchbruch zum Spitzenspieler in der qualitativ schwachen Veikkausliiga gelang Kuningas jedoch auch in dieser Saison nicht. In den finnischen Medien wurde vor allem seine Inkonstanz kritisiert. Nach drei Spielzeiten beim FC Lahti, verließ er den Klub am Jahresende 2017 nach Ablauf seines Vertrags ablösefrei.

### Inter Turku
Zur Saison 2018 schloss er sich dem Ligakonkurrenten Inter Turku an. Sein Pflichtspieldebüt gab er am 19. Januar beim 3:0-Heimsieg im Suomen Cup gegen den Zweitligisten Ekenäs IF und machte in diesem seinen ersten Treffer. Am 12. Mai erzielte er im Endspiel dieses Wettbewerbs gegen den HJK Helsinki in der 83. Spielminute, 12 Minuten nach seiner Einwechslung, den Siegtreffer und bescherte seinem neuen Verein damit den ersten Titel seit neun Jahren. In der Liga traf er zwei Wochen später beim 3:3-Unentschieden gegen Rovaniemi PS nach einem Freistoß erstmals. In 28 Ligaspielen sammelte er in dieser Saison zwei Tore und sechs Vorlagen. Nachdem er die folgende Saison 2019 ohne Torerfolg in 24 Einsätzen beendete, verließ er den Verein nach Ablaufen seines Vertrags am 31. Dezember 2019.

### Rückkehr zum FC Lahti
Am 27. Februar 2020 kehrte Kuningas zum FC Lahti zurück. Dort etablierte er sich als Stammkraft und verbuchte in der Spielzeit 2020 in 22 Ligaspielen drei Tore und genauso viele Vorlagen.

### Orange County SC
Zum nächsten Spieljahr 2021 wechselte er zur USL-Franchise Orange County SC.

## Nationalmannschaft
Im Juni 2015 nahm er mit der finnischen U-18-Nationalmannschaft am U-18-Baltic-Cup teil. Später spielte er dann auch für die U19 und U21.

## Erfolge
FC Lahti
- Liigacup: 2016

Inter Turku
- Suomen Cup: 2018

## Trivia
Kuningas bedeutet im finnischen König, was ihm vor allem in Lahti, der Heimatstadt des Legendären Jari Litmanen, Vergleiche mit dem als Kuningas bezeichneten Spieler einbrachte.